# Despotisme
Het despotisme (Grieks δεσποτία, van δεσπότης - heerser) is een regeringsvorm waarbij één persoon (de despoot) of een kleine groep personen absolute macht heeft, die naar willekeur kan worden toegepast. Het gaat hierbij dus om een autocratie, oligarchie, tirannie of dictatuur. Er is geen mogelijkheid voor discussie, er is geen volksvertegenwoordiging en er zijn geen politieke partijen; kritiek en verzet worden afgestraft. 
Hoewel het despotisme tegenwoordig een negatieve betekenis heeft, was het vroeger een geaccepteerde staatsvorm. Zo werd in veel Griekse stadstaten en het Romeinse Rijk lange tijd deze regeringsvorm toegepast. Een despoot was in het Byzantijnse Keizerrijk een hoge titel, die voor het eerst werd gedragen door Manuel I Komnenos. De titel werd nog lange tijd gebruikt door voorname machthebbers. Tijdens de Grote Volksverhuizing werden veel stammen bestuurd door despoten. 
Het verlichte despotisme vond de oorsprong in de verlichting, een politiek-filosofische stroming in de 18e eeuw. Bij het verlichte despotisme voerden absolute monarchen sociaal-politieke hervormingen door in hun rijken. Dat wil zeggen, alles voor mijn volk, maar niets door mijn volk (=regeren in naam van het volk). Pas vanaf deze tijd, waarin Franse filosofen als Jean-Jacques Rousseau, Montesquieu en Voltaire kritiek gaven op het absolutisme, werden in veel landen despotische staatsvormen afgeschaft. 
Onder invloed van de verlichting stelden in de 18e eeuw sommige vorsten dus het welzijn van hun volk voorop, zonder macht te delegeren. Zij beriepen zich niet meer op goddelijk recht, zoals Lodewijk XIV van Frankrijk deed. Voorbeelden daarvan zijn koning Frederik II van Pruisen, keizer Jozef II van het Heilige Roomse Rijk en Catharina II van Rusland. Frederik gaf de mogelijkheid aan wetenschappers e.a. om samen te komen in zijn paleis Sanssouci. Terwijl zijn land overwegend protestants was, liet hij andere godsdiensten vrij. Terwijl in andere protestantse landen priesters en jezuïeten vervolgd worden, bood hij hen de kans om in zijn land les te komen geven. Verder schafte hij ook de pijnbank en andere foltertechnieken af en verzachtte het rechtssysteem. Frederik liet zich ook zeer sterk beïnvloeden door de meningen van erkende economen en andere wetenschappers.
Tegenwoordig is er geen enkel regime ter wereld dat zichzelf despotisch noemt, hoe dictatoriaal het ook regeert. Zelfs het genocidale regime van Pol Pot noemde het land Democratisch Kampuchea. Er is altijd wel een façade van een volksvertegenwoordiging, die in grote delen van de wereld geen macht heeft, laat staan dat die een regering zou kunnen wegstemmen.